# Bertil Karlsson (konstnär)
Bertil Karlsson, född 1930 i Sundsvall, är en svensk målare och konsthantverkare.
Karlsson är även känd som Lappmålaren. Han studerade konst i Stockholm, Söderhamn, Nederländerna och Sydamerika. Han har medverkat i samlingsutställningar i samtliga svenska landskap. Hans konst består av oljemålningar och tennarbeten. Han signerar sina arbeten med BK-son. 